# Línea 7 (Metro de Barcelona)
La Línea 7 del Metro de Barcelona, también conocida como línea de Balmes, es un servicio de ferrocarril metropolitano subterráneo integrado en la red del Metro de Barcelona y que forma parte de la Línea Barcelona-Vallés de Ferrocarriles de la Generalidad de Cataluña, compartiendo infraestructura con cinco servicios más. La línea es heredera del ramal a la Avenida Tibidabo del Tren de Sarriá que construyó en 1954 la Compañía del Ferrocarril de Barcelona en Sarriá (FBS) y que fue posteriormente soterrada.
La línea comparte túneles con la línea L6 y el resto de servicios de FGC hasta la estación de Gracia, donde se bifurca hasta la estación de Av. Tibidabo.

## Características generales
La línea 7 es una línea operada por Ferrocarriles de la Generalidad de Cataluña (FGC). El trazado de la línea, que une Barcelona-Plaza Cataluña y Avenida Tibidabo, es de doble vía soterrada.
Tradicionalmente las líneas urbanas de FGC (L6, L7 y L8) no se han considerado parte del metro de Barcelona hasta la integración tarifaria en 2001 de toda la red de transportes de la primera corona del área metropolitana de Barcelona. Así, en 2003 se llevó a cabo el cambio de nomenclatura de estas líneas, pasando de U6, U7 y S3 a L6, L7 y L8, lo cual también trajo consigo un aumento de la frecuencia de paso.
El Centro de Operaciones de Rubí actúa como cocheras y taller central de la línea Barcelona-Vallés y centro de mando de la circulación ferroviaria. Anteriormente las cocheras y talleres se encontraban en las cocheras de Sarriá, pero estas fueron desmanteladas en 2004 para ser centralizadas en el centro de Rubí.
Actualmente circulan trenes de las serie 114 porque la serie 111 dejó de funcionar a partir del 2014. La línea 7 tiene una longitud de 3,9 kilómetros y siete estaciones. El global de la línea Barcelona-Vallés de la zona 1 de la ATM en 2010 tuvo un total de 29 millones de pasajeros, según la Autoridad del Transporte Metropolitano.
El servicio cuenta con una frecuencia de paso de entre 2 y 6 minutos dependiendo del tramo y de la hora.

### Estaciones
Todas las estaciones presentan andenes laterales. Un 90% de las estaciones de la línea Barcelona-Vallés están adaptadas a personas con movilidad reducida.
Hay un total de tres estaciones con correspondencia con otras líneas de metro y tranvía de TMB y trenes de cercanías y regionales y cuatro estaciones con enlaces con otros servicios de FGC:
| Estación          | Metro | Otros |
| ----------------- | ----- | ----- |
| Avinguda Tibidabo |       |       |
| El Putxet         | obras |       |
| Plaza Molina      |       |       |
| Gracia            |       |       |
| Provenza          |       |       |
| Pl. Cataluña      |       |       |

## Historia

### Tren de Sarriá

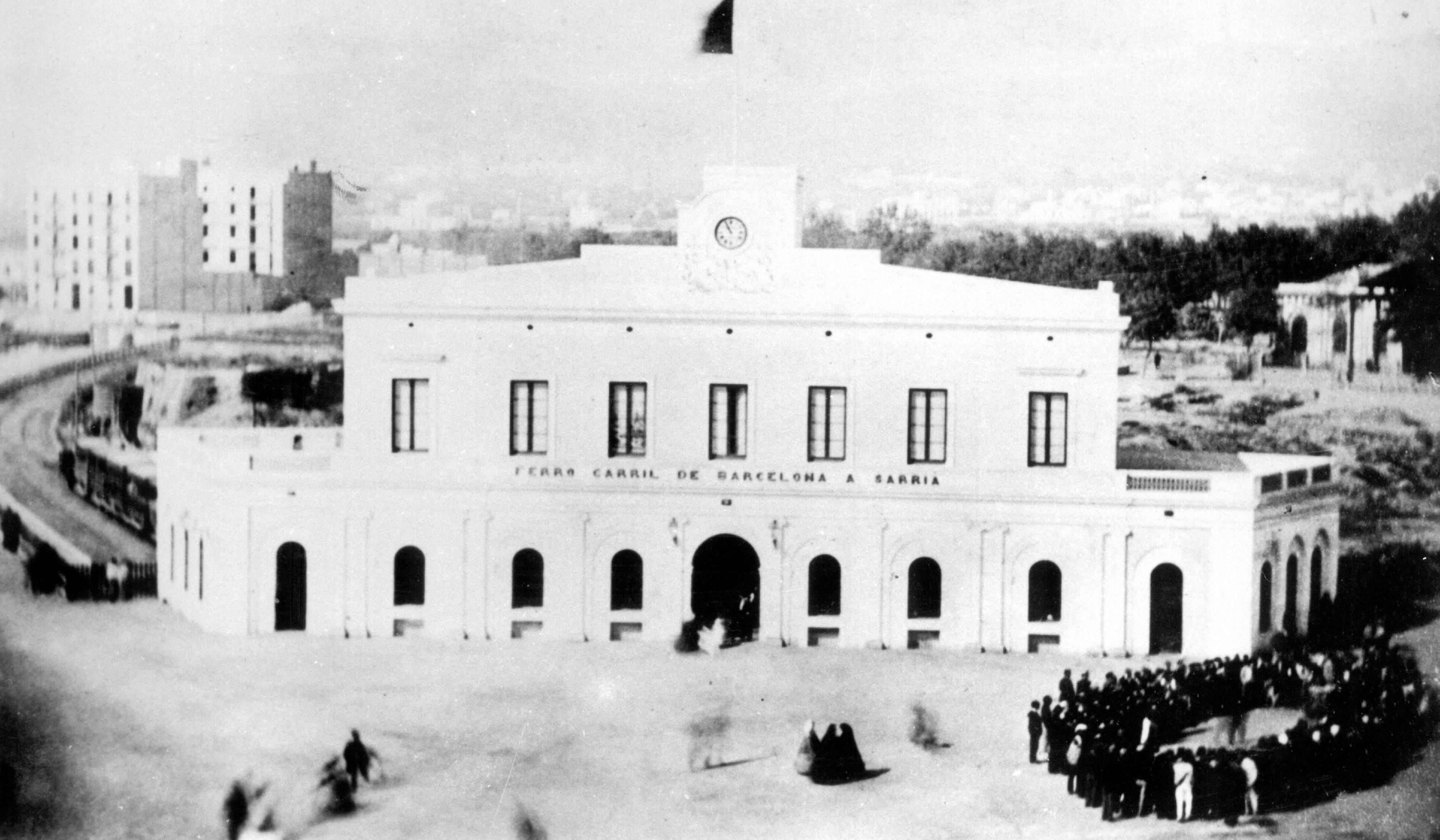
Antigua estación de Plaza de Cataluña, terminal del Ferrocarril de Sarriá.

El Ferrocarril de Sarriá a Barcelona, popularmente conocido como «Tren de Sarriá» — construido por la Compañía del Ferrocarril de Barcelona a Sarriá — fue inaugurado en 1863 con tracción a vapor, en superficie y ancho ibérico antiguo (1672 mm). La concesión de la línea fecha del año 1856 y tenía una longitud de 4,72  km con el fin de unir Barcelona con los municipios de Gracia, San Gervasio de Cassolas y Sarriá. El proyecto inicial se replanteó, ya que cortaba por la mitad las islas proyectadas por Ildefonso Cerdà, haciendo que pasara por la calle de Balmes y Vía Augusta.
La línea gozó de gran éxito y sin embargo, el año 1874 la empresa fue absorbida por una nueva sociedad llamada Ferrocarril de Sarriá a Barcelona debido a su gran acumulación de deudas. En 1905 se llevaron a cabo trabajos para electrificar el tren y se adaptó el ancho de la vía al estándar (1435 mm).
A lo largo del tiempo FBS aumentó el número de estaciones con la construcción de más apeaderos en Provenza en 1882, en la Bonanova (1887) y en Muntaner (1908).

### Compra del Tren de Sarriá

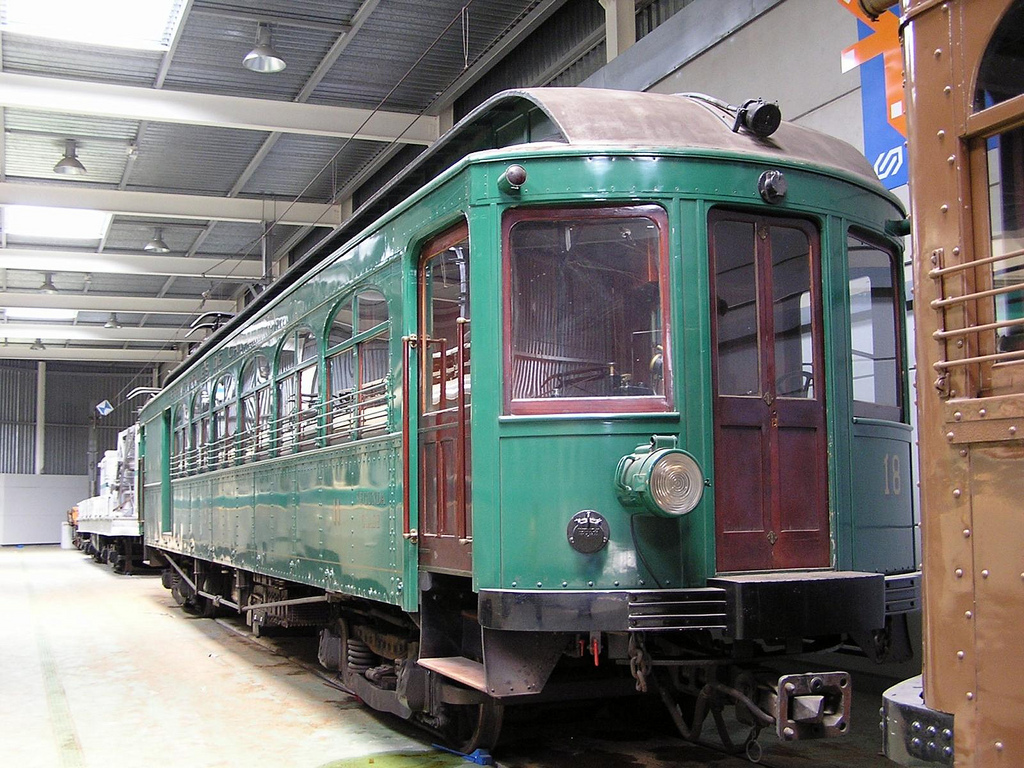
Brill número 18 de «Ferrocarriles Catalanes» (FCC).

A pesar de la existencia del Ferrocarril Barcelona-Zaragoza (vía Tarrasa y Sabadell) que une el Vallés Occidental con Barcelona desde 1855, el gran crecimiento de Barcelona y de estos municipios hacía patente la necesidad de una comunicación más directa. Desde mediados del siglo XIX y hasta finales de siglo, hubo varios proyectos para la construcción de servicios ferroviarios entre Barcelona y el Vallés, que por diversas razones no se llevaron a cabo.
Se le otorgó a Carles Emili Montañés la concesión de la creación un ferrocarril entre Sarriá y Planes de Vallvidrera, que circularía en terrenos reversibles al Estado. Montañés no disponía de apoyo financiero, así que buscó la colaboración del Doctor Frederick Stark Pearson. Así, el tramo entre Sarriá y Barcelona se haría con la adquisición del Tren de Sarriá de FSB.
En 1912 se constituía Ferrocarriles de Cataluña S.A. (FCC). La empresa comenzó las actuaciones para ampliar el Tren de Sarriá hacia el Vallés con el inicio de las obras del túnel de Vallvidrera en mayo, y entre Les Planes y San Cugat al año siguiente.
El 1917 llegaba el ferrocarril a Sant Cugat, En 1921 a la estación de Tarrasa (ahora llamada Terrassa-Rambla), y en la estación de Sabadell-Rambla no llegó hasta 1925, ya que el consistorio presionó para que la línea fuera subterránea.

### Soterramiento del Tren de Sarriá
Con los años el Tren de Sarriá se convirtió, según el Ayuntamiento de Barcelona de la época, en «una molestia para el desarrollo de Barcelona y un peligro constante para la circulación» así que su soterramiento ya se contemplaba en el "Plan general de Enlaces" del año 1917. Así que, en la década de 1920 se iniciaron las obras para soterrar el ferrocarril bajo la calle de Balmes.
1924 fue el año con mayor número de viajeros de la línea hasta el momento, pero el tráfico fue disminuyendo debido a las molestias por las obras de soterramiento del Tren de Sarriá, que habían obligado a cambiar el emplazamiento habitual de las estaciones de Barcelona y Gracia. En 1929 se abría el tramo subterráneo entre Plaza Cataluña y Muntaner.
En 1952 se terminaron las principales obras de soterramiento del Tren de Sarriá, en 1959 se inauguraba la segunda nave de la estación de Plaza Cataluña y en 1976 el ramal de Reina Elisenda.
También se realizaron otras mejoras como la instalación de nuevas subestaciones transformadoras de electricidad en Sarriá y Sant Cugat (1966-1972) o la creación del Control de Tráfico Centralizado en Sant Cugat en 1973.

### Ramal de la Avenida Tibidabo

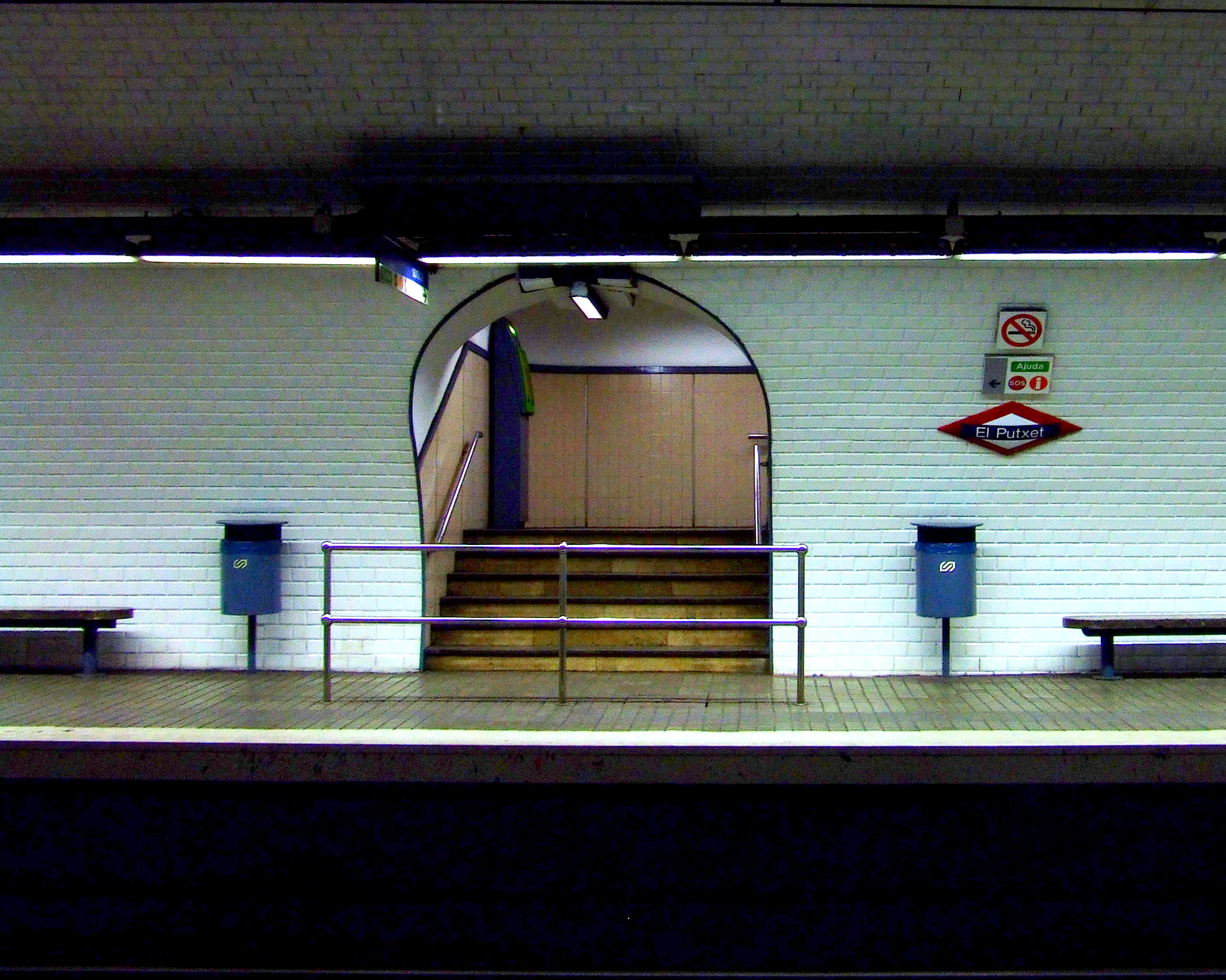
Andenes de la estación del Putxet de FGC.

El ramal de Tibidabo, o Gracia - Avenida Tibidabo, fue inaugurado a finales del año 1954 y abierto al público el 1 de enero de 1955 como un nuevo ramal del Tren de Sarriá concedido por el Ayuntamiento de Barcelona a la Compañía del Ferrocarril de Sarriá a Barcelona, que ya dependía de Ferrocarriles de Cataluña (FCC).
El ramal ya aparecía en el Plan de Enlaces Ferroviarios de 1933, partiendo de la estación de Gracia hasta la estación de Avenida Tibidabo con cuatro nuevas estaciones: Pl. Molina, Padua, el Putxet y Av. Tibidabo. Tenía una longitud de 1.860 metros que circulaban bajo la Calle de Balmes y la plaza de Molina hasta la avenida del Tibidabo.

### Clausura y transferencia a FEVE
Las compañías Ferrocarril de Sarriá a Barcelona (FSB) y Ferrocarriles de Cataluña (FCC) a partir de la década de 1970 empezaron a sufrir problemas financieros debido a la inflación, el debido al aumento de los gastos de explotación. En 1977 después de pedir subvenciones a diferentes instituciones, se solicitó el rescate de la concesión de las líneas urbanas, pero la Ayuntamiento de Barcelona denegó la petición.
Durante el año 1977 los comités de empresa de FSB y FCC organizaron huelgas para que su salario fuera similar a los trabajadores de otras empresas de transportes. La empresa, a pesar de aumentar precios, había tenido pérdidas y ya no se veía viabilidad a la continuación de la prestación del servicio. El Ministerio de Obras Públicas del Gobierno de España planteó la posibilidad de traspasar el servicio a Ferrocarriles de Vía Estrecha (FEVE), pero los trabajadores no estaban de acuerdo y planteaban la creación de un consorcio.
El 23 de mayo de 1977, Ferrocarriles de Cataluña anunció la clausura de su red a partir del 20 de junio. El 17 de junio de 1977 se transfirieron por Real Decreto las líneas a FEVE de forma provisional, mientras el Ministerio de Obras Públicas del Gobierno de España, la Diputación de Barcelona, la Corporación Metropolitana de Barcelona y el Ayuntamiento de Barcelona estudiaban el régimen de explotación de esta red. Debido a la indefinición, se produjo una degradación del material y las instalaciones de Ferrocarriles de Cataluña, que en algún momento provocaron la paralización de la explotación. Posteriormente, el Gobierno de España decidió traspasar la infraestructura a la Generalidad de Cataluña en 1978. Mientras dependió de FEVE, el Ministerio de Obras Públicas tenía un proyecto para reestructurar los servicios y cerrar el Martorell-Igualada.

### Creación de FGC y mejoras

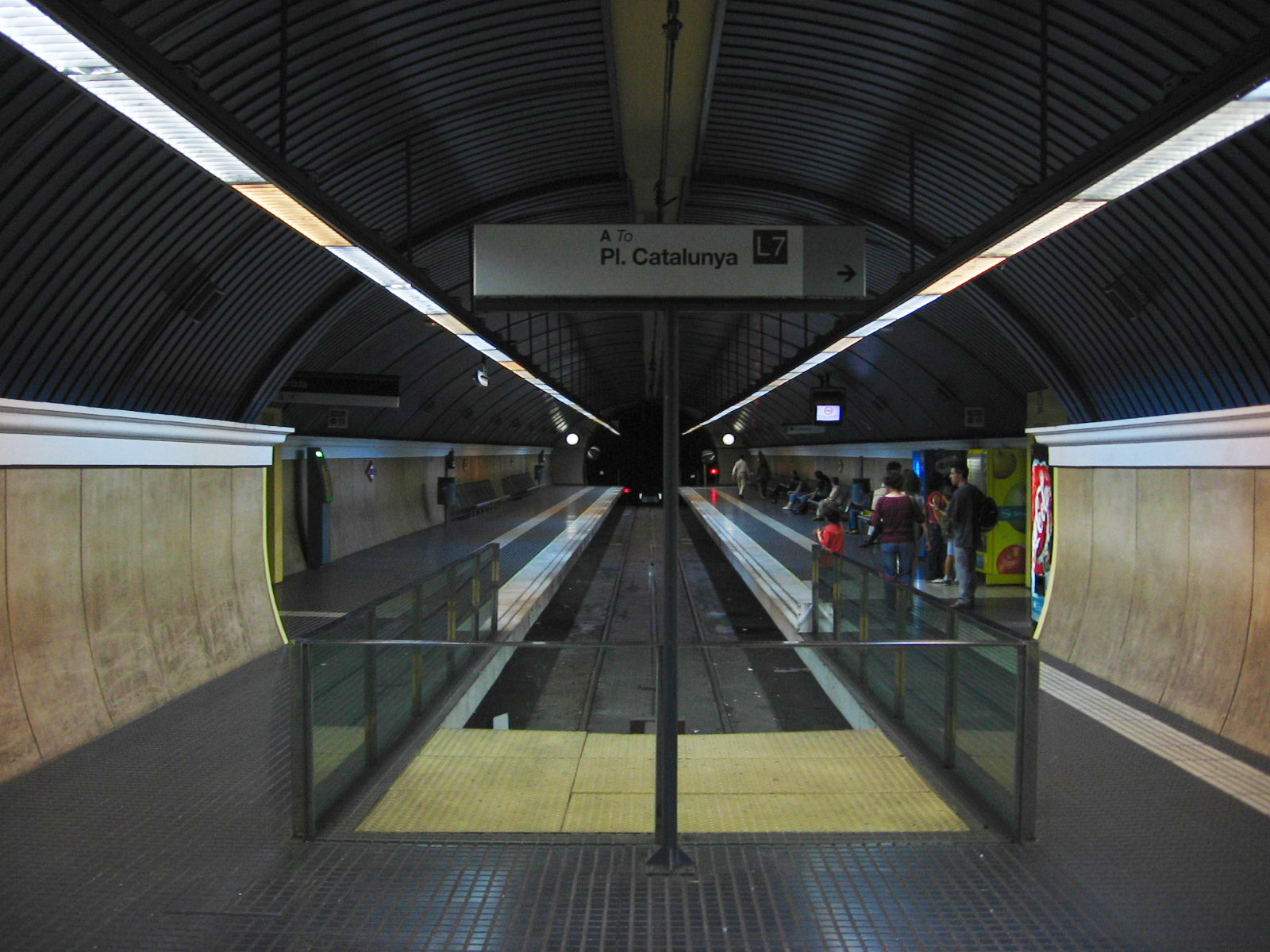
Andenes de FGC en la estación de Av. Tibidabo.

Con la reinstauración de la Generalidad de Cataluña, el Gobierno de España decidió traspasar a la Generalidad la gestión de las líneas explotadas por FEVE en Cataluña, con lo cual las líneas procedentes de Ferrocarriles Catalanes pasaron a explotarse a través del Departamento de Política Territorial y Obras Públicas. En, 1979, con la creación de la empresa Ferrocarriles de la Generalidad de Cataluña (FGC), la infraestructura pasó a gestionarse a través de esta empresa.
A partir de 1978 se impulsó una gran modernización de la línea debido a su estado deficiente. En julio de 1996 se integraron las líneas bajo la marca Metro del Vallés, lo que se traducía en un aumento de los servicios y frecuencia de paso de los trenes, acompañado de un cambio de imagen. En cuatro meses el aumento de pasajeros fue de medio millón de personas en los servicios de la Línea Barcelona-Vallés. supuso la inversión de 15.000 millones de pesetas. Los servicios se numeraron, Los servicios se numeraron, empezando a utilizar el color marrón y la identificación «U7» (U por urbano)
En 2003, junto con la puesta en funcionamiento de la línea 11, la U7 se decide integrar dentro de la red del Metro de Barcelona, pasando a formar parte de la numeración del suburbano y adquiriendo así su nombre actual: «L7».

### Cola de maniobras de Plaza Cataluña

Líneas L6 y L7 junto a la prolongación de la L6.

La cola de maniobras de la estación de Estación de Plaza Cataluña es un proyecto para llevar a cabo una mejora en las frecuencias en los servicios de la línea Barcelona-Vallés. Inicialmente había dos alternativas: La primera era partir de la estación, cruzar la Rambla, seguir bajo la calzada de la Plaza de Cataluña en dirección Paseo de Gracia hasta el cruce con Ronda de San Pere; la segunda era seguir recto por la calle de Fontanella hasta la plaza de Urquinaona.
La opción elegida no puede hipotecar una futura prolongación, ya que la cola de maniobras podría ser el inicio de un nuevo túnel hacia el Vallés, ya sea, para realizar el "Lazo de Gracia" y un gran intercambiador en Paseo de Gracia con las líneas L1, L2, L3, L4 y Cercanías, o la prolongación hacia el Poblenou y el túnel de Horta. Las dos opciones afectarían a restos de la muralla medieval y las dos son complejas para salvar (en caso de prolongación) líneas de metro y de Adif.
Actualmente las frecuencias son de dos minutos y la obra permitiría frecuencias un minuto y medio, pasando de los 32 trenes por hora actuales a los 40, mejorando en un 30% la capacidad de la Línea Barcelona-Vallés.
El DPTOP recomendaba el proyecto de Fontanella y los estudios así lo confirmaban. En agosto de 2008 el DPTOP inició el proceso de información pública del estudio informativo y del estudio ambiental de la nueva cola de maniobras. Esta sería de 750 metros de longitud a 18 metros de profundidad prolongando las vías 1 y 2 hasta la plaza de Urquinaona, con capacidad de estacionar tres trenes. Esto suponía una inversión de 108 millones de euros, que incluía la remodelación de la estación y ampliación de los túneles de acceso. Se construiría en mina, desde un pozo de explotación situado en la Plaza de Urquinaona, para minimizar las afectaciones en superficie. En enero de 2009 se adjudicó la redacción del proyecto constructivo.
En agosto del 2011 se conoció que no se construiría la nueva cola de maniobras y el nuevo gobierno de la Generalidad de Cataluña estudiaba alternativas para aumentar las frecuencias de trenes. El nuevo gobierno del Ayuntamiento de Barcelona tampoco veía bien este proyecto, aduciendo a las afecciones en superficie que causaría en un punto central de la ciudad. Una de las posibilidades era reducir el servicio de la L7 para que fuese una lanzadera entre estación de Gracia y Avinguda Tibidabo.
La creación del lazo ferroviario de Gracia se llevaría a cabo con la prolongación de la cola de maniobras de Plaza de Cataluña y la creación del Intercambiador Central de Barcelona.

## Futuras ampliaciones
Ni el PDI 2001-2010 ni el PDI 2009-2018 plantean una prolongación del servicio de la línea 7, si bien la construcción de la cola de maniobras de la Estación de Plaza Cataluña deja abierta una prolongación por este lado de los servicios de FGC. En 2011 se anunció la posibilidad de no construir la cola de maniobras y recortar el servicio de la L7 para convertirla en una lanzadera entre Gracia y Av. Tibidabo, con el fin de poder aumentar las frecuencias en el resto de servicios de FGC.